# Rue de la Marne (Bruxelles, Schaerbeek)
Pour les articles homonymes, voir Rue de la Marne.
La rue de la Marne (en néerlandais : Marnestraat) est une rue bruxelloise de la commune de Schaerbeek.

## Situation et accès
La rue de la Marne va  de la rue des Palais à la rue de la Poste.
La numérotation des habitations va de 1 à 49 pour le côté impair et de 2 à 46 pour le côté pair.

## Origine du nom
Le nom de la rue fait référence à la bataille de la Marne qui eut lieu en septembre 1914.

## Historique
Anciennement, elle s'appelait « rue d'Autriche », et a été renommé juste après la Première Guerre mondiale, le 26 décembre 1918.
La commune bruxelloise d'Evere possède également une rue de la Marne.